# Liste der Einträge im National Register of Historic Places im Calcasieu Parish

Lage des Calcasieu Parish in Louisiana

Die Liste der Registered Historic Places im Calcasieu Parish in Louisiana führt alle Bauwerke und historischen Stätten im Calcasieu Parish auf, die in das National Register of Historic Places aufgenommen wurden.

## Legende
| NRHP | Historic Place    |
| HD   | Historic District |

## Aktuelle Einträge
| [ 2 ] | Name                                      | Bild                                      | Eintragsdatum                                  | Lage | Ort          | Beschreibung                                         |
| ----- | ----------------------------------------- | ----------------------------------------- | ---------------------------------------------- | --- | ------------ | ---------------------------------------------------- |
| 1     | 1937 Iowa High School                     |                                           | 2011 ID-Nr. 11000397                           | 215 South Kinney Avenue 30° 14′ 12″ N, 93° 0′ 44″ W                                                                                                   | Iowa         |                                                      |
| 2     | All Saints Episcopal Church               |                                           | 1983 ID-Nr. 83000493                           | Hall Street Ecke Harrison Street 30° 26′ 55″ N, 93° 26′ 11″ W                                                                                         | DeQuincy     | 1885 im Carpenter Gothic genannten Baustil errichtet |
| 3     | Arcade Theater                            |                                           | 1978 ID-Nr. 78001420                           | 822 Ryan Street 30° 13′ 42″ N, 93° 13′ 2″ W | Lake Charles |                                                      |
| 4     | Calcasieu Marine Bank                     | Calcasieu Marine Bank                     | 1991 ID-Nr. 91000221                           | 840 Ryan Street 30° 13′ 41″ N, 93° 13′ 2″ W | Lake Charles |                                                      |
| 5     | Calcasieu Parish Courthouse               | Calcasieu Parish Courthouse               | 1989 ID-Nr. 89001938                           | Ryan Street Ecke Kirby Street 30° 13′ 33″ N, 93° 13′ 6″ W                                                                                             | Lake Charles |                                                      |
| 6     | Cash Grocery and Sales Company Warehouse  | Cash Grocery and Sales Company Warehouse  | 2010 ID-Nr. 10000395                           | 801 Enterprise Boulevard 30° 13′ 39″ N, 93° 12′ 15″ W                                                                                                 | Lake Charles |                                                      |
| 7     | Cathedral of the Immaculate Conception    | Cathedral of the Immaculate Conception    | 1994 ID-Nr. 94001201                           | 935 Bilbo Street 30° 13′ 35″ N, 93° 13′ 0″ W | Lake Charles | 1913 im Italianate-Stil errichtete Kathedrale        |
| 8     | Charleston Hotel                          | Charleston Hotel                          | 1982 ID-Nr. 82002762                           | Ryan Street Ecke Broad Street 30° 13′ 44″ N, 93° 13′ 2″ W                                                                                             | Lake Charles |                                                      |
| 9     | Deweyville Swing Bridge                   | Deweyville Swing Bridge                   | 2011 ID-Nr. 11000346                           | LA 12 / TX 12 30° 18′ 13″ N, 93° 44′ 37″ W | Deweyville   | Drehbrücke über den Sabine River nach Texas          |
| 10    | Episcopal Church of the Good Shepherd     |                                           | 1983 ID-Nr. 83003607                           | 715 Kirkman Street 30° 13′ 50″ N, 93° 12′ 34″ W | Lake Charles | 1896 im neugotischen Stil errichtete Episkopalkirche |
| 11    | Jackson House                             |                                           | 1986 ID-Nr. 86000252                           | Abseits des LA 27 30° 26′ 12″ N, 93° 25′ 57″ W | DeQuincy     |                                                      |
| 12    | Kansas City Southern Depot                | Kansas City Southern Depot                | 1983 ID-Nr. 83000494                           | Lake Charles Avenue 30° 27′ 6,5″ N, 93° 26′ 6,5″ W | DeQuincy     |                                                      |
| 13    | Lake Charles Historic District            |                                           | 1990 ID-Nr. 90000434                           | Abgegrenzt durch Iris Street, Hodges Street, Lawrence Street, Kirkman Street, South Division Street und Louisiana Avenue 30° 13′ 44″ N, 93° 12′ 37″ W | Lake Charles |                                                      |
| 14    | Lyons House                               |                                           | 1982 ID-Nr. 82002763                           | 1335 Horridge Street 30° 11′ 20″ N, 93° 34′ 52″ W | Vinton       |                                                      |
| 15    | McNeese State University Auditorium       |                                           | 1989 ID-Nr. 89000381                           | Ryan Street, südlich der Sale Street 30° 10′ 47″ N, 93° 13′ 9″ W                                                                                      | Lake Charles |                                                      |
| 16    | Muller's Department Store                 | Muller's Department Store                 | 2007 ID-Nr. and 07000433 07000069 and 07000433 | 700 Ryan Street und 619 Ryan Street 30° 13′ 51″ N, 93° 12′ 58″ W                                                                                      | Lake Charles | 2007 um das Gebäude 619 Ryan Street erweitert        |
| 17    | Old Lake Charles City Hall                | Old Lake Charles City Hall                | 1989 ID-Nr. 89001872                           | Ryan Street Ecke Kirby Street 30° 13′ 33″ N, 93° 13′ 1″ W                                                                                             | Lake Charles |                                                      |
| 18    | Waters Pierce Oil Company Stable Building | Waters Pierce Oil Company Stable Building | 1980 ID-Nr. 80001708                           | 1019 Lakeshore Drive 30° 13′ 35″ N, 93° 13′ 10″ W | Lake Charles |                                                      |